# ABCD de l'égalité
Pour les articles homonymes, voir ABCD.
 (février 2020).

Logotype officiel du programme.

L’ABCD de l'égalité est un programme d'enseignement français de lutte contre le sexisme et les stéréotypes de genre.
Il est proposé par Najat Vallaud-Belkacem, alors ministre des Droits des femmes. Ce programme est enseigné de manière expérimentale à partir de la rentrée 2013 dans quelque six cents classes maternelles et élémentaires.
Ce dispositif pédagogique déclenche une vaste polémique publique, associée aux critiques sur les études de genre et leur application dans l'enseignement. Ses opposants dénonçant « l'enseignement de la "théorie du genre" ».
Le 25 juin 2014, le ministre de l'Éducation nationale de l'époque, Benoît Hamon, annonce que le bilan jugé positif de l'expérimentation « ABCD de l'égalité » justifie la mise en place d'un « plan d'action pour l'égalité entre les filles et les garçons à l'école » qui vise prioritairement à former les enseignants. Mais dans les faits, il laisse entendre que les ABCD ne seront pas généralisés et la presse parle d'un abandon de l'expérimentation,.
Le 25 novembre 2014, Najat Vallaud-Belkacem, devenue depuis août ministre de l'Éducation nationale, de l'enseignement supérieur et de la Recherche, présente son plan d'action en remplacement des ABCD, dont la mesure principale est la création d'un site proposant « de nombreuses ressources en ligne afin d’accompagner les enseignants, les parents d’élèves et les acteurs de la communauté éducative »,.

## Objectif
Le but est de lutter contre les stéréotypes filles-garçons et de mettre entre les mains des enseignants les outils nécessaires pour éduquer à l'égalité et au respect entre les filles et les garçons, les femmes et les hommes. L’égalité des filles et des garçons constitue en effet une obligation légale et une mission fondamentale pour l'Éducation nationale. Ce principe est inscrit pour la première fois en 1989 dans la loi Jospin, puis associé à celui de mixité avec la loi Fillon de 2005,.
Les stéréotypes sont des normes qui font que chaque sexe adopte, dès le plus jeune âge, le comportement que l'on attend d'eux. Par exemple, les filles, encouragées à jouer à des jeux plus doux, sont plus sages alors qu'il est considéré comme normal que les garçons soient plus turbulents. Par la suite, les filles se tournent davantage vers les métiers moins payés, elles délaissent les filières scientifiques malgré de bons résultats scolaires, alors que les « hommes exercent des métiers plus dangereux, stressants et difficiles », ce qui fait que leur taux de mortalité est supérieur à celui des femmes et qui perpétue la division traditionnelle des rôles.

## Programme
La mission principale du programme est de « transmettre des valeurs d’égalité et de respect entre les filles et les garçons, les femmes et les hommes » selon la loi du 8 juillet 2013 portant « refondation de l'École de la République ». Le dispositif est testé dans dix académies (Bordeaux, Clermont-Ferrand, Créteil, Corse, Guadeloupe, Lyon, Montpellier, Nancy-Metz, Rouen et Toulouse) et 600 classes dans 275 établissements. Des outils de formation étaient mis à disposition des enseignants. Dans ce cadre, une interview de Véronique Rouyer, maître de conférence, était proposée, dans laquelle elle soulignait que l’école maternelle constituait un « lieu de socialisation central dans la construction des inégalités entre les filles et les garçons ».
Un rapport de 250 pages du Commissariat général à la stratégie et à la prospective, remis le 15 janvier 2014 à Najat-Vallaud Belkacem, s'attaque aux préjugés filles-garçons. Ce rapport comprend trente propositions visant à remettre en question ce qu'il nomme des stéréotypes, ainsi que le montrent des chiffres du rapport de la ministre aux Droits des femmes de l'époque.
Une évaluation du programme des ABCD de l'égalité était attendue le 30 juin 2014.

## Campagne contre les ABCD de l’égalité

### Campagne de rumeurs
Durant toute la période de leur expérimentation, les ABCD de l’égalité font l’objet d’une campagne où sont lancées des rumeurs infondées.
Une de ses plus ferventes opposantes est Farida Belghoul, enseignante devenue disciple du polémiste d'extrême droite Alain Soral. En décembre 2013, Farida Belghoul s'indigne des « ABCD de l'égalité ». À coups de SMS, de mails et de slogans frondeurs sur le web, elle dénonce une « théorie du genre », met en garde les parents contre les « cours d'éducation sexuelle avec démonstration dès la maternelle », et autres peluches en forme d'organes génitaux. Elle appelle à une « journée de retrait » des enfants de l'école, une fois par mois. Une vague de panique est provoquée chez certains parents.

#### Diffamation envers une enseignante
Une calomnie lancée contre une professeur des écoles de Joué-lès-Tours (Indre-et-Loire), en mars 2014 débouche sur une plainte en diffamation.
Le 5 mars 2015, elle est mise en examen pour « complicité de diffamation » à l'encontre de l'enseignante de maternelle d'Indre-et-Loire que son association JRE avait accusée de pousser ses élèves à pratiquer des attouchements. Le jugement, rendu le 19 mai 2016, condamne Dalila Hassan à 4 000 euros et Farida Belghoul, à 5 000 euros d'amendes pour diffamation publique envers l'institutrice, ainsi que verser solidairement 12.000 euros de dommages et intérêts à l'enseignante,.
En janvier 2017, en appel, la peine de Farida Belghoul, est alourdie à 8 000 euros d'amende, tandis que celle de Dalila Hassan est réduite à 2 000 euros. La cour les condamnent à payer 15 000 euros de dommages et intérêts à l'enseignante. Cette condamnation est rendue définitive par le rejet de son pourvoi devant la Cour de Cassation.

#### Ouvrages jeunesse
Réagissant aux polémiques accompagnant de nouvelles éditions des manuels de sciences de la vie et de la Terre, Hélène Périvier, chercheuse à Sciences-Po, rappelait que « cette « théorie du genre» n'existait pas, que c'est un fantasme : les recherches sur le genre sont parcourues de débats contradictoires ».

#### Journées de retrait de l'école
En janvier 2014, Farida Belghoul, militante proche d'Alain Soral, est à l'initiative de la « Journée de retrait de l'école ». Elle propose ainsi un boycott de certains jours de classe, affirmant que, sous couvert de ce programme, le ministère tente d'introduire une « théorie du genre » dans les enseignements scolaires. Cette campagne est bien relayée par les réseaux sociaux et par SMS, au point que certaines écoles enregistrent 30 % d'absentéisme, ce qui conduit Vincent Peillon et Najat Vallaud-Belkacem à démentir les affirmations de Farida Belghoul.
À la suite de menaces, des parents de la FCPE portent plainte. La FCPE, principale fédération de parents d'élève considère que ce projet « développe l'esprit critique des enfants et peut permettre de lutter contre tous les stéréotypes » et « encourage tous les parents à refuser les injonctions d’un petit groupe aux idées d’un autre âge ».
Le député PS de l'Hérault Christian Assaf a écrit au ministre de l'Intérieur Manuel Valls, lui demandant de poursuivre en justice les personnes à l'origine des rumeurs.
Le Conseil français du culte musulman (CFCM) a appelé « instamment » les parents d'élèves à renouer le dialogue avec les chefs d'établissements pour permettre « un retour rapide de leurs enfants à l'école ». « Il n'existe aucun fait avéré de leçons portant sur la masturbation ou incitant à l'homosexualité », a aussi indiqué Abdallah Zekri, trésorier du Conseil français du culte musulman (CFCM) et président de l'Observatoire contre l'islamophobie, qui a appelé « les parents à reconduire leurs enfants à l'école » et éviter une « manipulation menée par des groupes liés à l'extrême droite ». La FSU, première fédération de l'éducation, a dénoncé « un tissu de mensonges, de calomnies et de manipulations », de la part de « mouvances extrémistes ».
Le 28 janvier 2014, Vincent Peillon, le ministre de l’Éducation nationale, a demandé aux chefs d'établissements ou directeurs d'école de convoquer les parents qui avaient boycotté l'école pour les rassurer et leur rappeler que l'école est obligatoire. Il déclare : «... je veux très solennellement rassurer tous les parents de France [...] Ce que nous faisons, ce n’est pas la théorie du genre, que je refuse, nous voulons promouvoir les valeurs de la République et l’égalité entre les hommes et les femmes. ».

#### Sondages d'opinion sur l'ABCD
Le 13 juin 2013, une étude d'opinion commandée par l'UNI (organisation étudiante proche de l'UMP) à l'IFOP auprès d'un échantillon représentatif de 965 personnes (interviews par questionnaire auto-administré en ligne), publiée dans le magazine Valeurs actuelles, avance que 57 % des Français seraient opposés à l'enseignement d'une « théorie du genre » à l'école.
Selon un sondage BVA du 30-31 janvier 2014, commandé par iTélé (filiale de Canal+), sur un échantillon de 994 personnes, 53,5 % des Français soutiendrait le projet des ABCD de l'égalité, 37 % estimerait que c'est un moyen de diffuser une « théorie du genre » et 33 % que ce serait « dangereux ».

### Opposition idéologique à la lutte contre les stéréotypes
La guerre menée contre Najat Vallaud-Belkacem est avant tout idéologique. Alain Finkielkraut déclare, après s'être opposé aux campagnes de rumeurs et de boycott de l'école, à propos des ABCD de l'égalité:
- « Aujourd'hui on veut introduire le genre dès la maternelle. (...) C'est une vision du monde (...) on va amener les enfants à ricaner de ce passé ridicule, de ce passé plein de préjugés et de stéréotypes, non pas donc admirer le passé mais le regarder avec suffisance. Il ne revient pas à l'école de changer les mentalités, il lui revient d'introduire les enfants dans un monde plus vieux qu'eux. Avec le genre, l'école change de définition »[39].

- « Il y a bien une théorie, et même une métaphysique du genre, une métaphysique c’est-à-dire une manière d’appréhender le réel dans sa totalité. Les études de genre reposent sur l’idée que tout dans le monde humain, tout, absolument tout relève de l’histoire. Il y a bien des sexes biologiques mais la différence entre le masculin et le féminin est une construction sociale et historique. Et surtout (...) cette construction il s’agit non de la respecter comme le cadre préétabli de notre existence, il s’agit de la mettre à bas pour accéder à l’égalité pleine et entière, à l’égalité véritable, à l’égalité ultime que représente l’interchangeabilité des aspirations, des rôles, des manières d’être et de faire (...) On s'insurge contre le fait qu'il y ait plus de garçons que de filles à vouloir jouer au rugby (...) Les grandes professions bourgeoises ne sont plus réservées aux hommes, on peut être avocate, on peut être enseignante, on peut être médecin (...), donc il s’agit d’autre chose, il s’agit de faire la guerre à toute trace de masculinité et de féminité, (...) de combattre les superstitions familiales »[40].

Alain de Benoist, principal représentant du mouvement dit de la « Nouvelle Droite », juge ridicule de vouloir dissocier le programme ABCD de l'égalité de ce qu'il nomme « l'idéologie du genre ». Il constate que les « outils pédagogiques » fournis aux directeurs d’établissements scolaires liés à ce dispositif, ont pour programme « de « déconstruire » dès le plus jeune âge des « stéréotypes » qui ne peuvent être considérés comme tels qu’à la condition d’adhérer à la théorie du genre».[pertinence contestée]

#### Manif pour tous
Les militants de la « Manif pour tous » ont manifesté au cours des années 2012 et 2013 principalement, pour protester contre la politique de « démolition de la famille » que mènerait le gouvernement selon eux. Né en opposition au projet d’ouverture du mariage et de l’adoption aux couples de même sexe, ce mouvement conservateur a élargi la base de ses revendications, en s’adaptant à l’actualité. En février 2014, les militants de la Manif pour tous concentraient alors leurs efforts contre une supposée « théorie du genre » qui viserait à pervertir la jeunesse de France, en demandant, entre autres revendications, la « suspension immédiate des ABCD dits de l'égalité et la création d'une commission d'enquête parlementaire à leur sujet ».
Créé dans le sillage de La Manif pour tous, en mars 2013, par l'Union nationale inter-universitaire (organisation étudiante de droite), l'Observatoire de la théorie du genre a lancé une pétition demandant la fin de l’expérimentation du programme.

## Soutiens des organisations syndicales et d'universitaires aux ABCD de l'égalité
Le SNUIPP-FSU, syndicat majoritaire de l'enseignement primaire, le SE-UNSA, le deuxième syndicat d'enseignants, apportent leur soutien au programme et précisent que « Il n’existe pas de « théorie du genre » mais il existe de nombreux travaux dits « sur le genre » reposant sur l’idée que les stéréotypes sexués (par exemple : un garçon ne peut pas jouer à la poupée, les filles ne sont pas faites pour être ingénieur, etc.) sont socialement construits, et que la différenciation sexuelle des places occupées dans la société par les hommes et les femmes n’est pas prescrite par la nature. »,.
La CFDT, la FEP-CFDT et le SGEN-CFDT, dans un communiqué commun, mettent en garde contre « Des campagnes de désinformation sur la réalité des « ABCD de l’égalité » [qui] sèment le trouble et la confusion auprès de parents. Ces campagnes portent le discrédit sur un dispositif qui vise à éduquer à l’égalité fille-garçon, et à lutter ainsi contre les discriminations sexuelles en agissant aussi bien sur les représentations des élèves que les pratiques des acteurs de l’éducation ».
Pour la CGT : « C’est bien dès l’école pourtant qu’il faut agir, éduquer, lutter contre les stéréotypes de tous genres contre les inégalités filles-garçons, les inégalités en général, contre les discriminations et violences liées au sexe, à l’orientation sexuelle et l’identité de genre, contre l’ensemble des discriminations. »
SUD Éducation réitère en mars 2015 son soutien à l'enseignante qui aurait été diffamée par le collectif des Journées de retrait de l’école (JRE).
Dans un article de Libération, Frédérique Aït-Touati (maître de conférence à l'Institut d'études politiques de Paris et à l'université d'Oxford) soutient que « La polémique sur l'enseignement de la notion de genre serait risible si elle n'était ancrée dans cette histoire longue de la misogynie qui fait de la différence biologique entre hommes et femmes la justification de la hiérarchie des sexes ».
Le 29 janvier 2014, une centaine d’universitaires de l’université de Strasbourg publie une tribune intitulée « Pour en finir avec les idées reçues. Les études de genre, la recherche et l’éducation : la bonne rencontre » où ils affirment que « les programmes scolaires invitent à réfléchir sur les discriminations, car l’école, le collège, le lycée sont le lieu où les enseignants promeuvent l’égalité et le respect mutuel, où les enfants s’ouvrent au monde qui les entoure, un monde auquel la seule famille ne peut leur permettre d’accéder : les inciter à réfléchir à ce qu'ils sont, sur ce qu'est l'égalité et comment fonctionnent les stéréotypes et les normes sociales est une mission de l’école. Elle joue ainsi son rôle, celui de sociabiliser l’enfant et d’apporter à l’adolescent l’éducation qui lui permettra d’intégrer, un jour, la communauté des adultes ». En quelques jours, 12 000 universitaires cosignent le texte de cet appel.
Concernant les « théories du genre », Eric Fassin, Laure Bereni, Fabrice Virgili et Danièle Voldman proposent leurs explications des études sur le genre.

## Abandon de la généralisation des ABCD de l'égalité
Le 25 juin 2014, quelques jours avant la publication du rapport d'évaluation, le ministre de l'Éducation nationale annonce la mise en place d'un « plan d'action pour l'égalité entre les filles et les garçons à l'école » qui vise prioritairement à former les enseignants. Si le terme des « ABCD de l'Égalité » n'est pas repris, le bilan jugé positif de l'expérimentation justifie, selon le ministre, la formation initiale et continue des enseignants sur l'égalité filles-garçons et la remise d'une mallette pédagogique aux 320 000 enseignants du primaire. Dans les faits, certains médias concluent que le ministre renonce à la généralisation de ce programme d'enseignement de lutte contre les stéréotypes sexués pris pour cible par les « lobbys traditionalistes »,.

## Novembre 2014, nouvelle mouture, une centaine d'outils qui succèdent aux ABCD de l'égalité.

### Site internet dédié
Le détail du « plan d'action pour l'égalité entre filles et garçons » divulgué, mardi 25 novembre 2014, par la ministre de l'Éducation dantionale, Najat Vallaud-Belkacem comprend une centaine de « pistes pédagogiques », Les grandes lignes de ce plan - formation initiale et continue de tout le personnel, implication des parents d'élèves, production d'outils pédagogiques - avaient été communiquées, le 30 juin, par le prédécesseur de Mme Vallaud-Belkacem, Benoît Hamon.
Le site Internet dédié  (hébergé sur celui du réseau Canopé) s'adresse, désormais, autant aux enseignants qu'aux parents d'élèves. Les associations représentatives de ces derniers, FCPE et PEEP notamment, ont été associées tout au long du processus. Les séquences pédagogiques utilisées dans les « ABCD de l'égalité », pensées pour l'école primaire (de la grande section de maternelle au CM2), n'étaient qu'une dizaine. Elles couvrent désormais « tous les niveaux de la scolarité, de la maternelle au baccalauréat ». Sur le site qui les héberge, le terme de « genre » n'est plus employé. L'éducation nationale veut permettre aux parents, en quelques clics, d'accéder aux « essentiels » - une présentation de la démarche et des enjeux du « plan d'action ». Les enseignants ont, eux, à leur disposition une « mallette pédagogique », sorte de « best of » de la lutte contre les inégalités. On y trouve des « pistes » et « outils » pour le travail quotidien dans et hors de classe, niveau par niveau.
En maternelle par exemple, il est suggéré de questionner le terme « l'heure des mamans » en réfléchissant à qui vient chercher les enfants à l'école. Autre piste : prendre des photographies en classe et dans la cour pour inviter à réfléchir sur les comportements des élèves (attitude au travail, durant le regroupement, les ateliers...). En élémentaire, les « jeux sportifs où la mixité et les différences de niveaux ne sont pas un handicap pour prendre du plaisir à jouer ensemble » sont encouragés.
En histoire, en classe de 5e, l'une des propositions vise à distinguer « d'un côté ce qui est demandé aux saintes, et de l'autre aux saints », afin de « mettre en exergue les valeurs qui sont attribuées à la féminité et à la masculinité au Moyen Âge », « relever les permanences et les mutations » et « montrer que ces critères sont des constructions sociales ». Autre préconisation : un travail sur les tableaux des hommes de la Renaissance ou de Louis XIV, pour « mettre en perspective des critères de virilité très différents de ceux de notre temps ». En 4e, on pourra étudier le discours féministe en poésie. En 1re, l'œuvre de George Sand.

### Absence de cadre imposé
L'objectif affiché est de former vingt-cinq mille futurs enseignants par an.
Durant le premier trimestre 2015, entre trois cents et cinq cents enseignants s'y connectent chaque jour, se réjouit-on dans l'entourage de la ministre. Dans une tribune publiée par Mediapart en janvier, une quinzaine de chercheurs et d'universitaires - dont Christine Delphy et Eric Fassin - dénoncent un « recul idéologique » . « Les pistes pédagogiques proposées sont d'une pauvreté remarquable dans certaines disciplines, et elles laissent bien souvent place à diverses interprétations, y compris dans le sens d'un renforcement des stéréotypes de genre » , écrivent-ils.
Les observations sur le terrain semblent marquer une stagnation des initiatives dans les écoles. Auditionnée avant l'élaboration des documents pédagogiques - ceux des ABCD de l'égalité, puis ceux du plan d'action -, la sociologue Marie Duru-Bellat déclare « Les enseignants ont la liberté de se saisir de la thématique, mais vont-ils tous le faire ? Ils ne sont pas cette avant-garde éclairée qu'on évoque parfois. On retrouve en leur sein les mêmes clivages que dans le reste de la société, et, en particulier, différentes conceptions de l'égalité ».

## Suites judiciaires de la campagne de rumeurs contre les ABCD de l'égalité
Farida Belghoul, figure de proue de cette campagne, est mise en examen pour complicité de diffamation envers un fonctionnaire public. Elle a été convoquée mardi 3 mars par un juge du tribunal de Tours, dans le cadre d'une information judiciaire ouverte après une campagne de calomnie lancée contre un professeur des écoles de Joué-les-Tours (Indre-et-Loire), en mars 2014[réf. nécessaire].
Enseignante, Farida Belghoul a été sanctionnée le 30 octobre 2014 d'un blâme pour avoir notamment critiqué la ministre de l'éducation. Le 26 août, sur le site jre2014.fr, un article publié sous le titre « Belkcacem versus Belghoul », elle avait comparé la nomination de la ministre « chouchoute du lobby trans, bi et cie » à « une déclaration de guerre aux familles de France ».
Farida Belghoul sur le site du réseau Égalité et Réconciliation d'Alain Soral, a lancé les « ABCD de la complémentarité », sortes d'anti ABCD de l'égalité. Ce programme d'actions reposerait sur des ateliers de lecture proposés aux enfants. De « saines » lectures : Frérot et sœurette, Raiponce, La gardeuse d'oies, La jouvencelle au roseau par exemple.

## Opposants à l'ABCD
C'est lors de la rentrée 2011, à l'occasion de la sortie des nouvelles éditions des manuels scolaires de sciences de la vie et de la terre, avec un chapitre intitulé Devenir homme ou femme, qu'apparaît pour la première fois, chez les opposants à cet enseignement, le terme inédit de « théorie du genre ».
Pour ses opposants, ce programme de « déconstruction des stéréotypes sexués » détruirait « des repères essentiels à la construction des enfants », constituant une forme de « rééducation des comportements. »

### Positions politiques
En juin 2011, lors d'une convention tenue par l'UMP sur « La place des femmes dans la société », qui visait à construire le projet présidentiel de Nicolas Sarkozy en 2012, on pouvait lire dans les propositions du rapport introductif : « Le premier objectif de la promotion de l’égalité des sexes et du respect hommes/femmes dès la maternelle est d’amener les enfants à se sentir autorisés à adopter des conduites non stéréotypées. Il faut aider les filles et les garçons à percevoir positivement leur genre et celui du sexe opposé ».
En février 2014, à la suite de la critique du chef de l'UMP, Jean-François Copé, concernant le livre Tous à poil mis à la disposition des élèves dans les écoles primaires,, ce livre est supprimé par le ministère de l'éducation nationale, des activités pédagogiques des ABCD de l'égalité.
Le 19 février, le groupe UMP à l'Assemblée nationale demande la création d'une mission d'information parlementaire sur « genre et éducation », pour « y voir plus clair sur la réalité de la place de l'enseignement du genre dans l'Éducation nationale ».
Pour Laura Slimani, présidente du Mouvement des jeunes socialistes : « Oui, le genre, ça existe et oui, nous allons l'enseigner dans les écoles et c'est tant mieux, parce que ça veut dire plus d'égalité. »,.

## Positions et actions des enseignants
Sur le site Café pédagogique, la ministre Najat Vallaud-Belkacem explique le dispositif des ABCD de l'égalité.
Pour Jean-Paul Brighelli, après avoir « hésité avant d'apporter [sa] contribution à la polémique artificielle lancée par Farida Belghoul et relayée par tout ce que la France compte d'ignorants, d'obscurantistes et de polémistes intéressés », déclare « l'égalité ne se décrète pas et ne s'enseigne pas ».
Jean-Louis Auduc, directeur adjoint de l'institut universitaire de formation des maîtres (IUFM) de Créteil, traite des problèmes d'égalité de genre à l'école et souligne combien le système scolaire français est défavorable aux garçons,, et regrette que le dispositif ABCD ne prenne pas en compte leur échec scolaire précoce et massif.
Le journal Sud Ouest pointe dans le Gers, un malaise autour du dispositif ABCD et des instructions officielles interdisant aux enseignants et à leur hiérarchie de communiquer sur le sujet.
Dans les écoles qui expérimentent le programme ABCD, les enseignants rassurent les parents et les enfants posent une question « qui ne laisse personne indifférent » : « Pourquoi y a-t-il plus de maîtresses que de maîtres ? »,.